# 4·19혁명기념도서관
4·19혁명기념도서관(四一九革命記念圖書館) 또는 4·19도서관은 서울특별시 종로구 새문안로 17에 있는 도서관이다.

## 개요
본래 도서관 자리에는 제1공화국의 실세로 불리던 이기붕과 박마리아 부부가 살던 집이 있었다. 1960년 이기붕이 부정 선거로 부통령에 당선된 3·15 부정선거가 4·19 혁명을 불러왔고, 이기붕 부부와 두 아들은 동반 자살했다.
1963년에 이기붕 소유의 재산으로 국가에 환수된 집을 4·19 혁명 희생자 유족들에게 무상으로 대여해 주어, 1964년 9월 1일 4·19기념사설도서관이라는 이름으로 개관하게 되었다. 1966년에는 4·19도서관이 공공도서관으로 등록되었다.
1970년부터 새로 건물을 짓기 시작해 1971년에 4·19도서관이 개관했다. 1982년에는 국가보훈처로부터 도서관 대지 및 건물을 증여받았다.
1993년부터 김영삼 정부에서 국립4·19민주묘지 성역화 사업을 벌이면서 4·19도서관도 현대식 도서관으로 재건립을 추진했다. 1998년부터 신축 건물을 지어서 2000년 현재의 4·19혁명기념도서관을 개관했다.

## 같이 보기
- 4·19 혁명
- 국립4·19민주묘지

## 참고자료
- “도서관 연혁”. 4·19혁명기념도서관. 2007년 7월 6일에 원본 문서에서 보존된 문서. 2008년 5월 31일에 확인함.